# Ramaria stricta
Ramaria stricta (Pers.) Quél., Fl. mycol. (Paris): 464 (1888).

## Descrizione della specie
Corpo fruttifero
Altezza complessiva 5–10 cm; piede cotonoso e tronco biancastro o bruno-violaceo; ramificazioni numerose, verticali, cilindriche, fragili, giallo-rossastri, con estremità gialle, acuminate, dicotome.
Carne
Bianca, presto tenace.
- Odore: di spezie.
- Sapore: amaro, piccante.

Spore
Ovoidali, bianche in massa, 7-9,5 µm.

## Habitat
Cresce in estate-autunno, su detriti legnosi.

## Commestibilità
Senza valore alimentare, considerata non commestibile.

## Etimologia
Dal latino strictus = costretto, per le ramificazioni molto appressate.

## Sinonimi e binomi obsoleti
- Clavaria condensata Fr., Epicrisis systematis mycologici (Uppsala): 575 (1838)
- Clavaria kewensis Massee, J. Bot., London: 153 (1896)
- Clavaria pruinella Ces., in Rabenhorst, Fungi europ. extra-eur. exsicc.: 414 (1861)
- Clavaria stricta Pers., Comment. Fungis Clavaeform 15: 33 (1795)
- Clavaria stricta var. alba Cotton & Wakef., Trans. Br. mycol. Soc. 6(2): 174 (1918)
- Clavaria syringarum Pers., Mycol. eur. (Erlanga) 1: 164 (1822)
- Clavariella condensata (Fr.) P. Karst., Rysslands, Finlands och den Skandinaviska Halföns. Hattsvampar: 184 (1882)
- Clavariella stricta (Pers.) P. Karst., Bidr. Känn. Finl. Nat. Folk 37: 188 (1882)
- Corallium stricta (Pers.) C. Hahn, Pilzsammler (1883)
- Lachnocladium odoratum G.F. Atk., Annales Mycologici 6: 58 (1908)
- Merisma strictum (Pers.) Spreng., Syst. veget., Edn 16 4(1): 495 (1827)
- Ramaria condensata (Fr.) Quél., Flore mycologique de la France et des pays limitrophes (Paris) (1888)
- Ramaria spinulosa sensu Rea (1922); fide Checklist of Basidiomycota of Great Britain and Ireland (2005)
- Ramaria stricta var. condensata (Fr.) Nannf. & L. Holm, in Lundell, Nannfeldt & Holm, Publications from the Herbarium, University of Uppsala, Sweden 17: 14 (1985)